# Давыдовский сельский совет (Акимовский район)
Давыдовский сельский совет (укр. Давидівська сільська рада) — входит в состав
Якимовского района
Запорожской области
Украины.
Административный центр сельского совета находится в 
с. Давыдовка
.

## История
- 1852 — дата образования.

## Населённые пункты совета
- с. Давыдовка
- с. Андреевка
- с. Волчанское